# 울마크

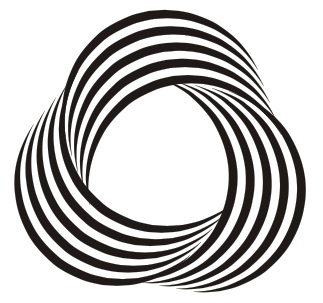

울마크(Woolmark)는 순모 제품의 품질 규격으로 나타내는 마크이다. 순모율 99.7% 이상으로, 잡아당기는 강도 및 내광이나 내수의 염색 견뢰도 등이 일정한 국제 품질 기준에 도달한 제품에 대하여 국제 양모 사무국이 붙인다.